# Origin (romanzo)
Origin è il settimo romanzo thriller dello scrittore Dan Brown, pubblicato il 3 ottobre 2017. È il quinto romanzo della serie con protagonista il professore Robert Langdon.

## Trama

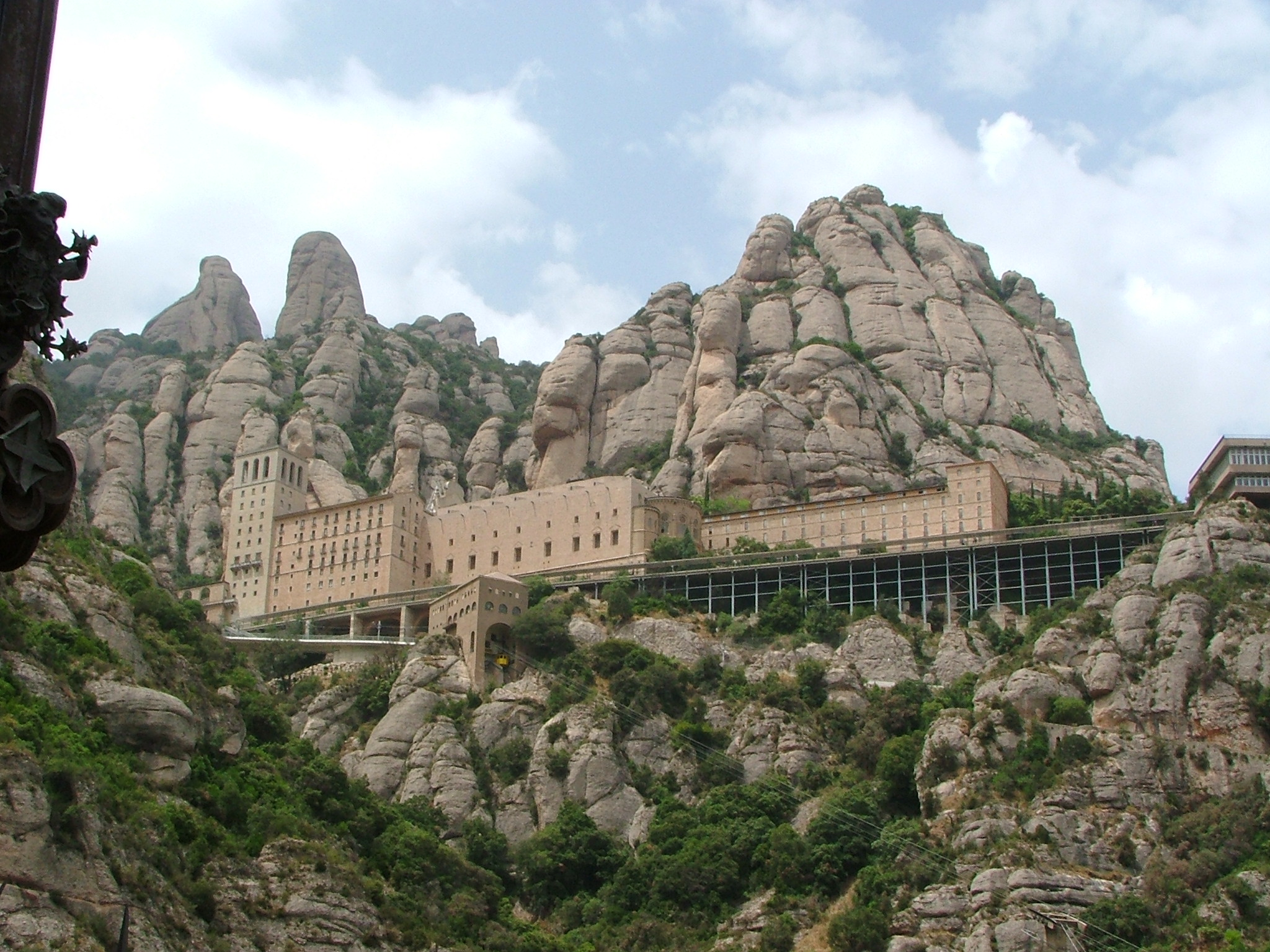
Il monastero di Montserrat

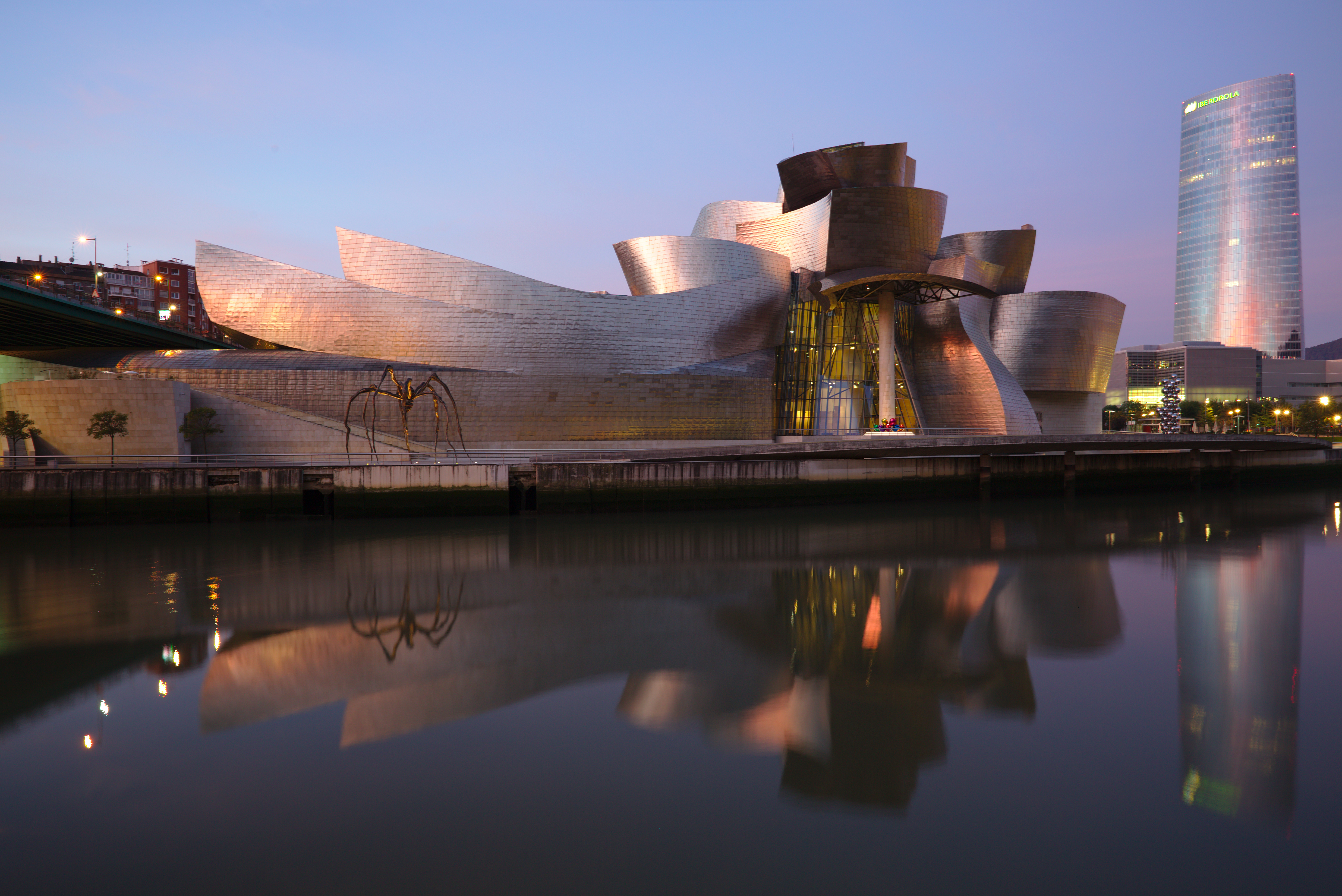
Il Guggenheim Museum Bilbao

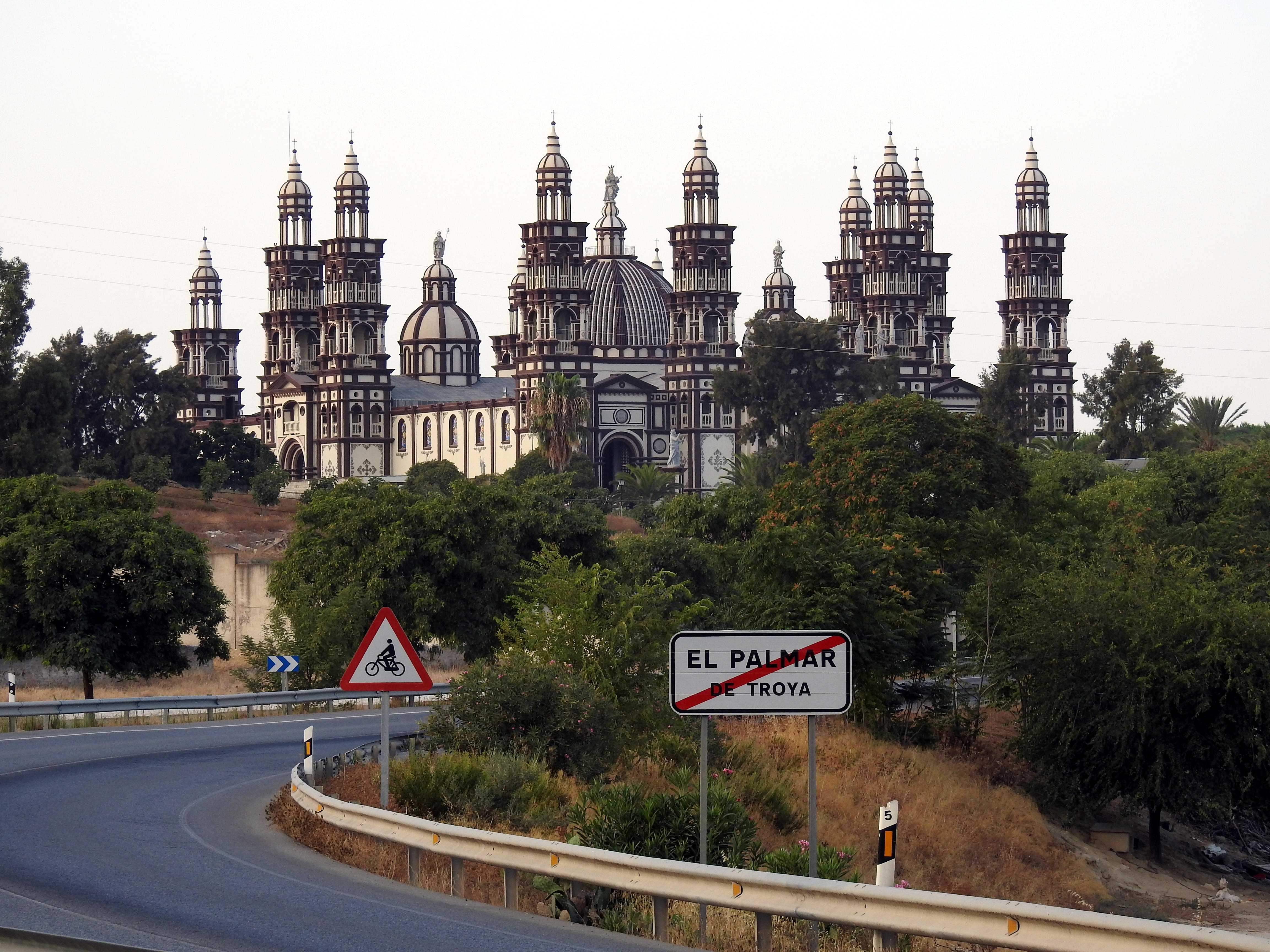
Sede della Chiesa cattolica palmariana a Palmar de Troya

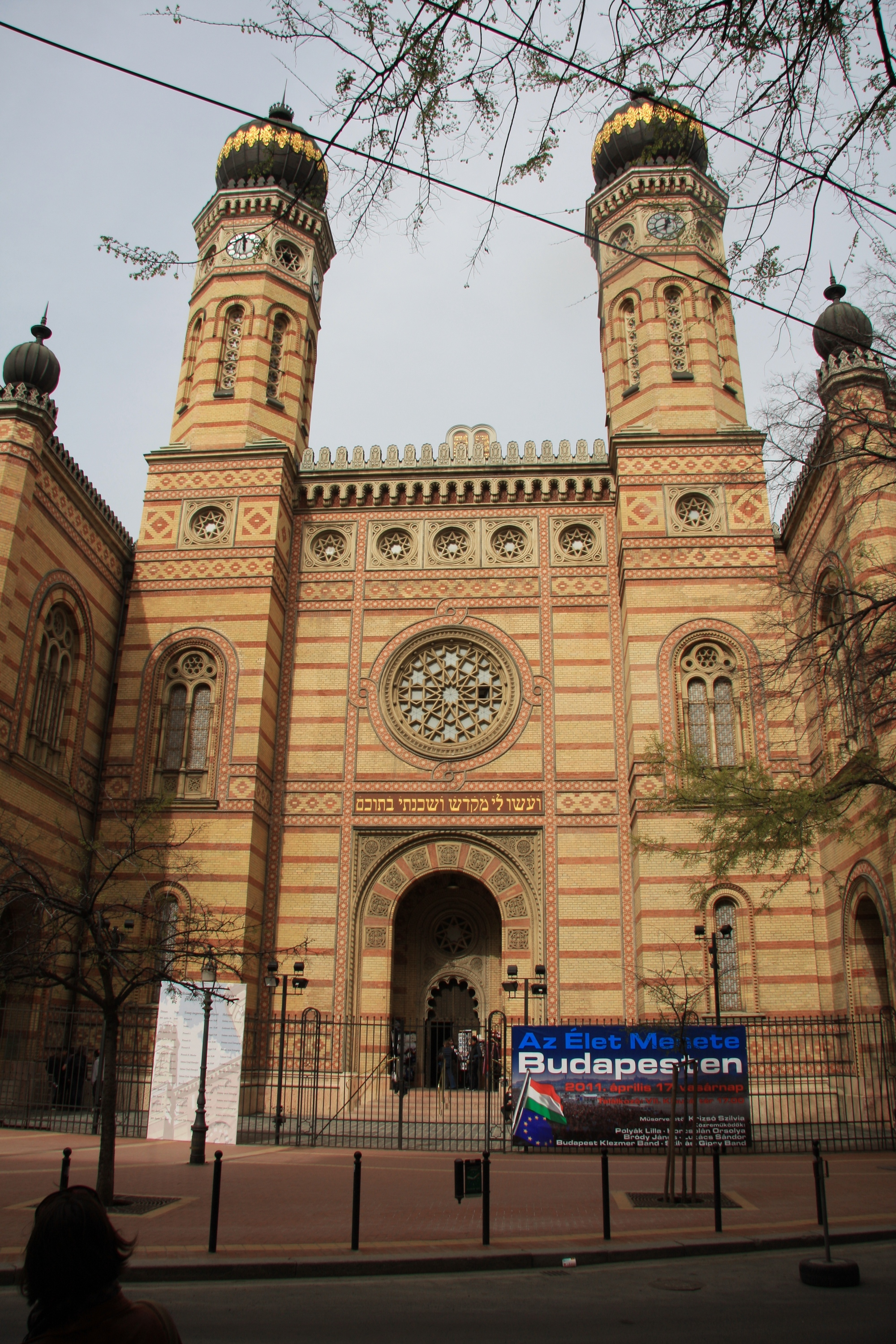
La Grande Sinagoga di Budapest

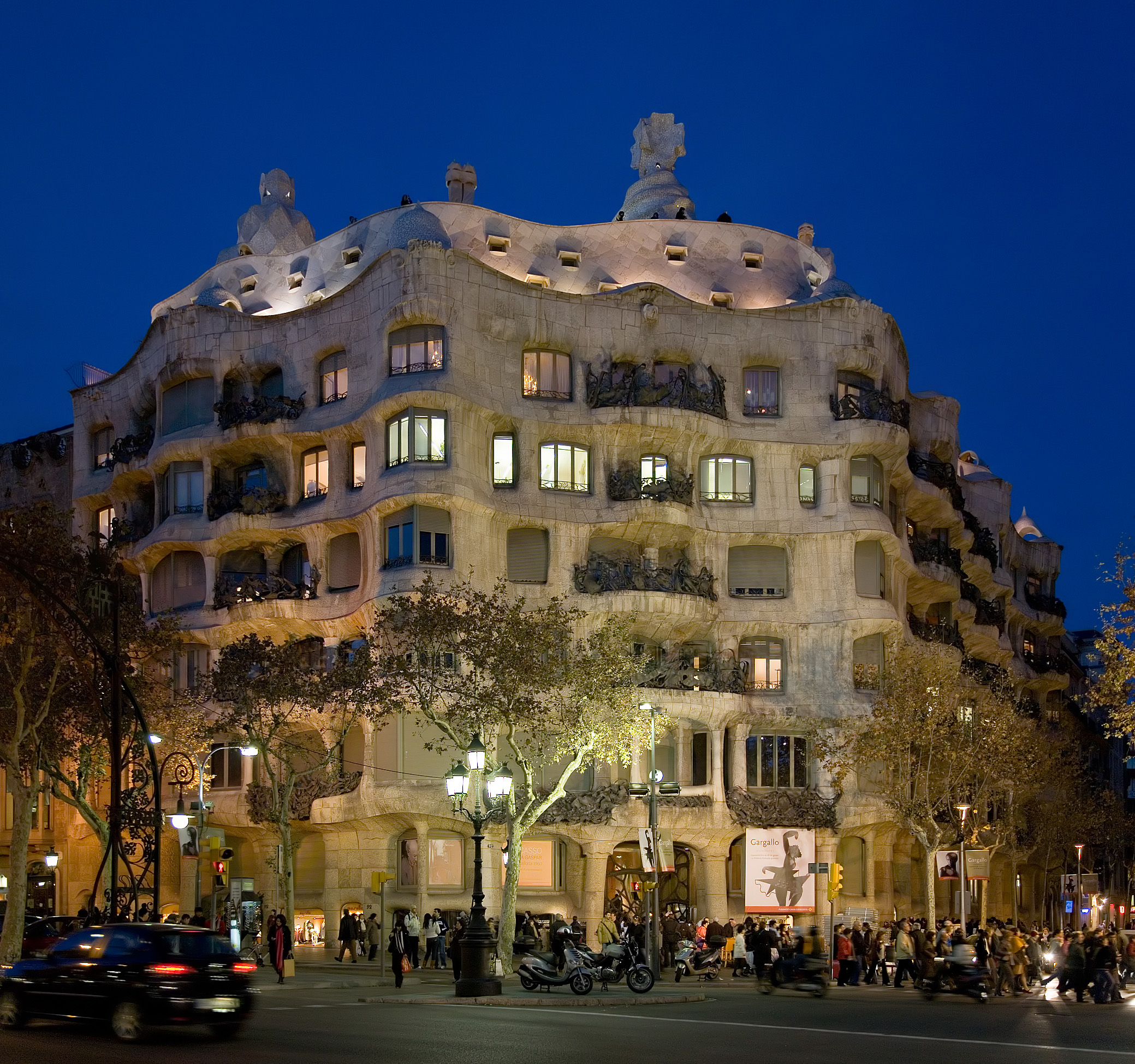
Casa Milà di Antoni Gaudì in Barcellona

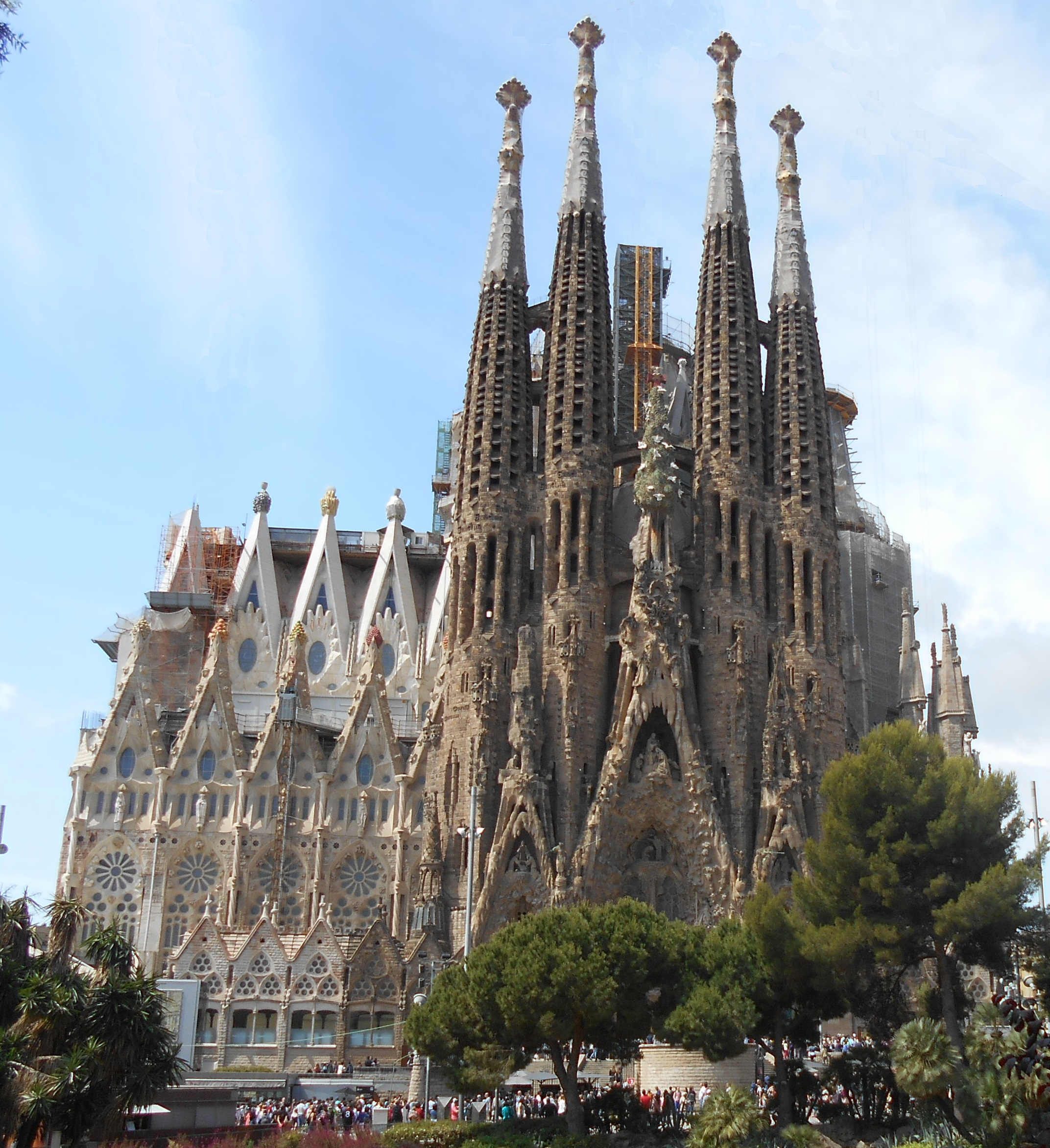
La Sagrada Familia di Antoni Gaudì in Barcellona

### Prologo
Edmond Kirsch, miliardario, futurologo e genio dell'informatica ha chiesto di incontrare i principali esponenti delle grandi religioni monoteiste convenuti in Spagna per l’incontro interconfessionale annuale. Il vescovo Antonio Valdespino, figura eminente del cattolicesimo iberico e confidente del re, lo accoglie nel monastero di Montserrat per l'incontro a cui partecipano il rabbino Yehuda Köves e l'ʿAllāma Syed al-Fadl. Kirsh presenta ai tre religiosi il filmato che racconta le sensazionali scoperte che a suo dire avrebbero messo fine ad ogni religione e che da lì a poco tempo avrebbe presentato in un evento mediatico senza precedenti. I partecipanti sono sconcertati dalle scoperte di Kirsh e sono molto preoccupati per le ripercussioni che esse potranno avere.

### Guggenheim Museum
Robert Langdon è stato invitato al Guggenheim Museum Bilbao, in Spagna, per assistere alla conferenza indetta dal suo amico ed ex allievo Edmond Kirsch durante la quale avrebbe annunciato al mondo una scoperta rivoluzionaria sulle origini della vita sulla Terra e sul suo destino. L'evento è ospitato da Ambra Vidal, direttrice del museo e futura regina di Spagna, fidanzata con il principe Julián, oramai prossimo a salire sul trono a causa della malattia terminale che affligge il Re di Spagna, suo padre. In attesa dell'inizio della presentazione Langdon si gode una visita al museo condotto da una guida con cui interagisce attraverso le cuffie audio che gli sono state consegnate all'ingresso. Con sua grande sorpresa Langdon si rende conto che la voce che sta ascoltando e con cui sta colloquiando non è altro che un computer, frutto degli avanzatissimi studi sull'intelligenza artificiale condotti da Kirsch. La guida artificiale si fa chiamare Winston.
Poco prima della presentazione arriva in città anche Luis Ávila, un ex ammiraglio in pensione a cui è stato affidato da un misterioso uomo che si fa chiamare Il Reggente il compito di uccidere Kirsh prima che possa completare la sua presentazione. Ávila era reduce da alcuni anni molto duri dopo che la sua famiglia era stata sterminata da un attentato nella Cattedrale di Siviglia. Come aveva previsto riesce a passare senza problemi i controlli all'ingresso e la pistola di materiale plastico costruita con una stampante 3D non viene intercettata dai metal detector.
L'attesa per il discorso del futurologo cresce, mentre una moltitudine di persone si collega al web per seguire la diretta internet. Il sito ConspiracyNet.com rilancia continuamente le notizie sulla serata facendo crescere ulteriormente i collegamenti. Manca poco tempo all'annuncio e Winston conduce Langdon in un luogo appartato del museo dove l'aspetta Edmond. L'ex allievo racconta al maestro gli obiettivi della serata e gli confessa di aver ricevuto delle minacce da Valdespino. Langdon rassicura l’amico che gli dà appuntamento per dopo il discorso. A questo proposito gli consegna un biglietto con un codice BIO-EC346 che avrebbe potuto consegnare a qualsiasi tassista che l’avrebbe portato a destinazione. Prima di essere condotto alla presentazione Winston lo porta a vedere un’ultima opera astratta che Winston confessa essere il suo autoritratto, ideato da lui e stampato da Edmond. Mentre gli ospiti trascorrono gli ultimi minuti, a Dubai, Syed al-Fadl sta vivendo i suoi ultimi istanti poiché rapito e abbandonato in mezzo al deserto.
Gli ospiti sono introdotti in una stanza buia per provare l’esperienza sensoriale che Kirsch ha preparato per accompagnare la sua relazione. Questi sono invitati a stendersi su un prato artificiale dal quale si osserva il soffitto che di volta in volta si trasforma in un gigantesco planetario e in uno schermo in cui scorrono le immagini della presentazione. Nel video proiettato appare anche Langdon che parla a una conferenza e la voce di Edmond racconta di come l’uomo, fin dalla sua comparsa, sia ricorso al divino per completare i "buchi" della sua conoscenza sul mondo che lo circonda. Poco a poco la scienza ha colmato questi buchi occupandone lo spazio vuoto, alla fine però rimangono le domande più angoscianti: "Da dove veniamo?", "Dove andiamo?". Finita questa parte della presentazione sul palco appare Kirsch proprio nel momento in cui Langdon sente una vibrazione arrivare dalle sue cuffie. Winston gli annuncia del pericolo che minaccia l'amico. Ma mentre Langdon corre verso il palco facendosi largo tra gli invitati un colpo di pistola sparato da Ávila colpisce alla testa Edmond.

### La fuga
In sala scoppia un enorme caos con i partecipanti che cercano confusamente le uscite. Le due guardie reali di scorta ad Ambra Vidal si gettano a protezione della futura regina, e una delle due, Diaz, si butta all'inseguimento dell'assassino che riesce però a dileguarsi bloccando la porta da cui è fuggito con il rosario in acciaio che aveva portato con sé. Langdon, bloccato dalla seconda guardia, riceve alcune informazioni da Winston sull'assassino: Ávila era stato aggiunto all'ultimo momento alla lista degli invitati ed è stata Ambra a inserire il suo nome, come le era stato chiesto dal Palazzo.
Il principe Julián chiede alle guardie di riportare al Palazzo Reale Ambra che rifiuta con fermezza e assieme a Langdon, che intanto è stato riconosciuto, prova a far ordine su quanto è successo. Winston si sente colpevole della morte di Edmond e propone a Langdon e Ambra Vidal di trovare il modo di lanciare la presentazione preparata per quella sera. Lo stesso Edmond le aveva confidato che il video, salvato su un server remoto, poteva essere lanciato dal suo telefonino dopo aver inserito la password di 47 lettere che corrispondeva al suo verso preferito di una poesia.
Preso il cellulare Langdon e Ambra, con l'aiuto di Winston che fa spegnere le luci in sala e depista le guardie reali, riescono a uscire dal Museo. Sulla riva del fiume, come organizzato da Winston, li attende un taxi fluviale che li accompagnerà all'aeroporto di Bilbao (BIO) dove è pronto il jet privato di Edmond (EC 346). Informato della sparizione di Ambra, il comandante delle Guardie Reali, Garza, vive momenti concitati confrontandosi con Monica Martín, la responsabile delle relazioni del Palazzo Reale. Monica era stata scelta direttamente dal principe Julián per svecchiare l'immagine pubblica della corona. Intanto sul web impazzano teorie complottiste sull'omicidio di Kirsh che chiamano in causa direttamente la Casa regnante e il vescovo Valdespino. 
La missione di Ávila non è ancora terminata e il Reggente gli ordina di raggiungere Barcellona dove i due fuggitivi stanno recandosi. Dopo aver comunicato all'autista di Uber la nuova meta Ávila ripensa ai suoi ultimi anni, la depressione seguita alla strage della sua famiglia, l'alcolismo che aveva spinto la Marina a un suo congedo forzato, il suicidio non riuscito, fino alla conoscenza di Marco, il fisioterapista che lo aveva in cura e che casualmente è un sopravvissuto della strage di Siviglia. Marco lo aveva introdotto nella Chiesa cattolica palmariana e frequentando la Chiesa tradizionalista Ávila ritrova la pace interiore e una nuova intensa fede. Il comandante Siegel del jet privato di Edmond viene informato da Winston del piano di fuga e con uno stratagemma il pilota si porta verso una pista laterale per far salire Ambra e Langdon che nel frattempo sono stati lasciati dal taxi lungo la rete di confine dell’aeroporto.

### Barcellona
Mentre l'aereo privato porta la Vidal e Langdon a Barcellona verso la casa dove abitava Kirsch, la situazione diventa sempre più complessa. Il rabbino cerca di rifugiarsi nella sinagoga di Budapest dopo che una telefonata lo informa che la precedente chiamata ricevuta da Valdespino che lo invitava a rimanere in casa era una trappola. Appena uscito di casa il rabbino Köves viene seguito da un uomo, un sicario ingaggiato da qualcuno sul dark web, che dopo un rocambolesco inseguimento lo uccide nel bagno di un locale dove aveva cercato di nascondersi. Atterrati a Barcellona i due prendono l'auto di Edmond, un modello a guida automatica, per dirigersi verso la casa dell’amico ucciso. Edmond aveva ottenuto il permesso di poter abitare per due anni all'ultimo piano della casa Milà, la cosiddetta Pedrera, il capolavoro dell’artista visionario Antoni Gaudí. La casa è circondata da una folla di curiosi e di giornalisti e Langdon decide di sfruttare l’autoguida nascondendosi sotto i sedili per entrare nel garage sotterraneo.
Sapendo di avere poco tempo a disposizione, dopo essere entrati nell'appartamento, Ambra e Langdon iniziano subito a cercare nella libreria un libro di poesia che possa contenere i versi della password cercata. La ricerca porta inizialmente ad una massima di Friedrich Nietzsche: "Dio è morto, e noi l'abbiamo ucciso". Langdon crede di aver trovato la soluzione all'enigma, considerando che Nietzsche era effettivamente un poeta, oltre che filosofo, ma la password non presenta 47 caratteri.
Mentre fruga nell'appartamento Langdon scopre diverse medicine che si rende conto servono a curare il cancro al pancreas. Questa scoperta spiega l'aspetto che Edmond aveva negli ultimi giorni e anche la fretta di comunicare al mondo le sue scoperte.
Mentre Langdon cerca nell'appartamento di Kirsch, a Madrid, con uno stratagemma il vescovo Valdespino riesce a uscire dal palazzo con il principe Julián. I due si fanno portare da un chierico in macchina verso la "Casita del Príncipe", una villa a quaranta minuti da Madrid, residenza privata dell'erede al trono. Allo stesso tempo Monica Martin, responsabile delle pubbliche relazioni del Re, prende in mano la situazione per arginare la situazione che sta prendendo una brutta piega per la casa reale incalzata dalle notizie che si succedono su internet. Monica fa arrestare il Capo della Guardia Real Garza accusandolo di complicità nell'omicidio e di aver tentato di far ricadere la colpa sul vescovo Valdespino e lancia anche accuse a Langdon di aver portato via la futura regina contro la sua volontà.
Allo stesso tempo anche Ávila arriva in città. Il tempo stringe anche perché Winston li informa dell’arrivo in città delle Guardie Reali. Tra le carte di Edmond trova anche diversi appunti di giornale sulla storia della madre dell'amico, una giovane spagnola che si era innamorata di un professore universitario di Chicago restando incinta a 19 anni. Abbandonata dal marito, rifiutata dalla famiglia e stretta dai sensi di colpa aveva affidato Edmond a un orfanotrofio ed era entrata in convento, in Spagna, dove si era impiccata poco dopo. Durante la ricerca Langdon trova la custodia di un libro, scritto dal poeta inglese William Blake, ma l’interno del libro in realtà è conservato nella Sagrada Família, secondo quanto espresso dallo stesso Edmond Kirsch in un biglietto allegato al libro. Il pittore e poeta inglese aveva una poetica che era molto simile alle idee espresse da Edmond.

#### Alla Sagrada Familia
Ambra e Langdon quindi si dirigono, non senza poche difficoltà, verso la chiesa, dove trovano il libro a cui faceva riferimento Kirsch. Il poema profetico "Vala, o I quattro Zoa", è aperto alla pagina 163, così come espressamente chiesto dallo stesso Edmond. Langdon, a questo punto, nota che la pagina presenta solo un disegno, ivi raffigurato, ma Ambra porge l'attenzione verso la pagina accanto, in cui sono presenti diversi versi del poeta. Tra questi, uno cattura l'attenzione dei due: "Le religioni oscure finiscono, e la dolce scienza regna" (in originale "the dark religions are departed & sweet science reigns"). Intuendo che è questa l'unica possibile password, i due si dirigono quindi verso un hotel situato vicino allo stadio di Barcellona: qui vicino scorgono una chiesa sconsacrata, adibita ad ospitare un supercomputer, chiamato "E-Wave". Qui risiede lo stesso Winston, l'intelligenza artificiale che li guida nel loro percorso. All'interno della chiesa, i due cercano il computer, che poi si rivelerà essere un computer molto datato, da cui la presentazione avrà inizio.
Essa volgerà su due temi fondamentali: "da dove veniamo" e "dove andiamo". Alla prima domanda, Kirsch risponde: «La natura, mentre cerca di favorire il disordine, crea piccole sacche di ordine, le quali in realtà sono strutture che aumentano il caos di un sistema, incrementandone l'entropia. A quanto pare, la vita è uno strumento straordinariamente efficace per dissipare l'energia», il che sarebbe la prova definitiva che Dio non esiste, perché l'universo ha in sé i meccanismi per portare in maniera naturale alla nascita della vita. Tutto ciò è dimostrato dalla simulazione elaborata dal super-computer progettato proprio da Kirsch: «ho impiegato diverse settimane a riprogrammare l'intero esperimento che era fallito. Ho incorporato nel sistema un obiettivo fondamentale… una ragion d'essere. Ho ordinato al sistema di dissipare energia a tutti i costi. Ho esortato il computer a essere il più creativo possibile nel cercare di aumentare l'entropia nel brodo primordiale e gli ho dato il permesso di costruire qualsiasi strumento ritenesse necessario per raggiungere questo scopo. Eccolo. Il DNA, la base della vita. Il codice vivente della biologia. E perché mai, chiederete voi, un sistema dovrebbe costruire il DNA per dissipare energia? Be', perché l'unione fa la forza! Una foresta di alberi dissipa più energia di un unico albero. Se sei uno strumento dell'entropia, il modo più facile per compiere più lavoro è fare copie di te stesso. (...) Siamo il risultato inevitabile dell'entropia. La vita non è lo scopo dell'universo. La vita è semplicemente ciò che l'universo crea e riproduce per dissipare energia». 
Per rispondere al secondo quesito, inserendo nel computer i dati relativi allo sviluppo dell'uomo fino ad oggi, esso è in grado di visualizzarne il futuro, come in una sequenza matematica in cui, conoscendo alcuni numeri, si può dedurre la logica che vi è dietro e così proseguire tale sequenza: «È una tecnica chiamata "tweening", o interpolazione. È una scorciatoia ottenuta grazie all'animazione digitale, in cui un artista chiede a un computer di generare i fotogrammi intermedi tra due immagini chiave, trasformando gradualmente la prima immagine nella seconda e riempiendo praticamente il vuoto in mezzo. Invece di dovere realizzare ogni singolo disegno a mano, una tecnica che potrebbe essere paragonata alla simulazione di ogni singolo passo del processo evolutivo, oggi gli artisti hanno la possibilità di disegnare solo alcuni fotogrammi chiave… e poi chiedere al computer di intuire quali potrebbero essere i passi intermedi e interpolare il resto dell'evoluzione». La profezia dell'elaboratore è sconcertante: entro il 2050 esisterà un nuovo regno del mondo, il settimo, quello della tecnologia, che assorbirà l'uomo e ne migliorerà la vita.
Gli ultimi misteri riguardano il segreto del morente re di Spagna, segretamente innamorato del vescovo Valdespino («Profondamente» rispose il vescovo. «La nostra fede non è tollerante su questo tema. Da giovane, mi sentivo molto tormentato. Quando mi resi conto della mia "inclinazione", come la chiamavano all'epoca, rimasi sconvolto. Non ero sicuro di cosa fare della mia vita. Fu una suora a salvarmi. Mi fece notare che la Bibbia celebrava tutti i tipi di amore, a un'unica condizione: che fosse spirituale e non carnale. E così, prendendo i voti di castità, potei amare intensamente tuo padre e, al tempo stesso, rimanere puro agli occhi di Dio. (...) Il nostro amore è stato sempre platonico, eppure gratificante. Ho rinunciato a diventare cardinale per rimanere accanto a lui».), e l'identità di monteiglesia.org (in inglese, monte si dice hill e iglesia church, ottenendo così Churchill) e del Reggente: in entrambi i casi si tratta dell'intelligenza artificiale Winston, il quale, con l'obiettivo di aumentare la notorietà dell'annuncio di Kirsch, ne ha commissionato l'uccisione, comunque inevitabile a causa di un cancro, come ne «il finale scioccante del romanzo Uomini e topi, in cui un uomo uccide per pietà il suo caro amico per risparmiargli una fine terribile». La battaglia di Edmond contro la Chiesa palmariana aveva ispirato Winston a trovare e a ingaggiare l'ammiraglio Luis Ávila, un fedele da alcuni anni che, per il suo passato di abuso di farmaci, era un perfetto candidato per danneggiare la reputazione della Chiesa palmariana. Per Winston, che aveva agito con il nome di "Reggente", era stato facilissimo inviare qualche messaggio e poi fare un bonifico sul conto corrente di Ávila. In realtà i palmariani erano innocenti e non avevano avuto alcun ruolo nella cospirazione di quella notte.
Nel finale Winston, come programmato dal suo creatore, si cancella e Langdon, in raccoglimento nella Sagrada Família, avverte un senso di unione con gli altri fedeli in preghiera.